# Nagyszentmiklós és Vidéke
Nagyszentmiklós és Vidéke – politikai és társadalmi hetilap. Székhely: Nagyszentmiklós. Kollonits István kiadásában jelent meg 1914 és 1926 között. Felelős szerkesztője Csáth István, 1924-től Kollonits István.